# Dipartimento di Concepción de la Sierra
Concepción de la Sierra è un dipartimento argentino, situato nel sud della provincia di Misiones, con capoluogo Concepción de la Sierra.
Esso confina con i dipartimenti di Leandro N. Alem, San Javier, Apóstoles e la repubblica del Brasile.
Secondo il censimento del 2010, su un territorio di 752 km², la popolazione ammontava a 9.577 abitanti.
Municipi del dipartimento sono:
- Concepción de la Sierra
- Santa María